# Centropogon herzogii
Centropogon herzogii là loài thực vật có hoa trong họ Hoa chuông. Loài này được Zahlbr. & Rech. mô tả khoa học đầu tiên năm 1913.